# Garbage Pail Kids
Garbage Pail Kids („Mülleimerkinder“) ist eine Reihe von Sticker-Sammelkarten, die von der Firma Topps produziert werden. Sie wurden ursprünglich 1985 herausgebracht und dazu entworfen, die damals beliebten „Cabbage Patch Kids“-Puppen zu parodieren.
Jede Sammelkarte zeigt eine Garbage-Pail-Kid-Figur mit einer komischen Anomalie, einer Missbildung und/oder einem schrecklichen Schicksal mit einem humorvollen Wortspiel-Charakternamen, wie Adam Bomb oder Blasted Billy. Von jeder Karte wurden zwei Versionen hergestellt, wobei die Varianten das gleiche Kunstwerk, aber einen anderen Charakternamen aufweisen, der durch einen Buchstaben „a“ oder „b“ nach der Kartennummer gekennzeichnet ist. Die Vorderseiten der Aufkleber sind gestanzt, so dass nur die Figur mit dem Namensschild und dem GPK-Logo von der Rückseite abgelöst werden kann. Viele der Kartenrückseiten weisen Puzzleteile auf, die riesige Wandbilder bilden, während andere Themen auf der Rückseite in den verschiedenen Serien sehr unterschiedlich sind, von humorvollen Lizenzen und Auszeichnungen bis hin zu Comic-Strips und, in neueren Veröffentlichungen, humorvollen Facebook-Profilen.
In den Vereinigten Staaten wurden 15 Originalserien (OS) regulärer Sammelkarten herausgebracht, in anderen Ländern wurden verschiedene Sets veröffentlicht. Außerdem wurden zwei großformatige Kartenausgaben sowie ein Satz ausklappbarer Poster herausgebracht. 2003 wurden komplett neue Serien (ANS) eingeführt, 2010 begannen Rückblenden-Wiederveröffentlichungen, und für 2012 wurde eine brandneue Serie (BNS) angekündigt, auf die 2013 die brandneue Serie 2, Chrom S1 und BNS3 folgten. Im Jahr 2014 wurde ein neues Format veröffentlicht, wobei das Jahr zur Bezeichnung der Ausgabe verwendet wurde, gefolgt vom Namen der Serie 1, die ein Format im Olympia-Stil hatte. Im Jahr 2016 wurde das Format wieder auf Themensets umgestellt, die verschiedene Themen der Popkultur parodieren. Im April 2020 kündigte Topps an, zur Feier des 35-jährigen Bestehens der Marke digitale Garbage-Pail-Kids-Sammelkarten in Form von Non-Fungible Tokens in die Blockchain zu bringen.
In Deutschland erschienen die Sammelkarten zunächst 1986 und in veränderter Form noch einmal 1994, dann jedoch unter dem neuen Titel „Die total kaputten Kids“ und wurden von Topps Irland für den deutschen Markt produziert. Allerdings erreichten die „Garbage Pail Kids“ hierzulande nie die Popularität wie in anderen, vor allem englischsprachigen Ländern in der zweiten Hälfte der 1980er Jahre. Bei der Neuauflage 1994 wurden britische Kartensets als Vorlage genommen, die ihrerseits eine Zusammenstellung der verschiedenen Originalserien aus den Vereinigten Staaten waren.
Die Verfilmung Die Schmuddelkinder (Originaltitel: „The Garbage Pail Kids Movie“) aus dem Jahr 1987 gilt als einer der schlechtesten Filme aller Zeiten.